# Praga V3S

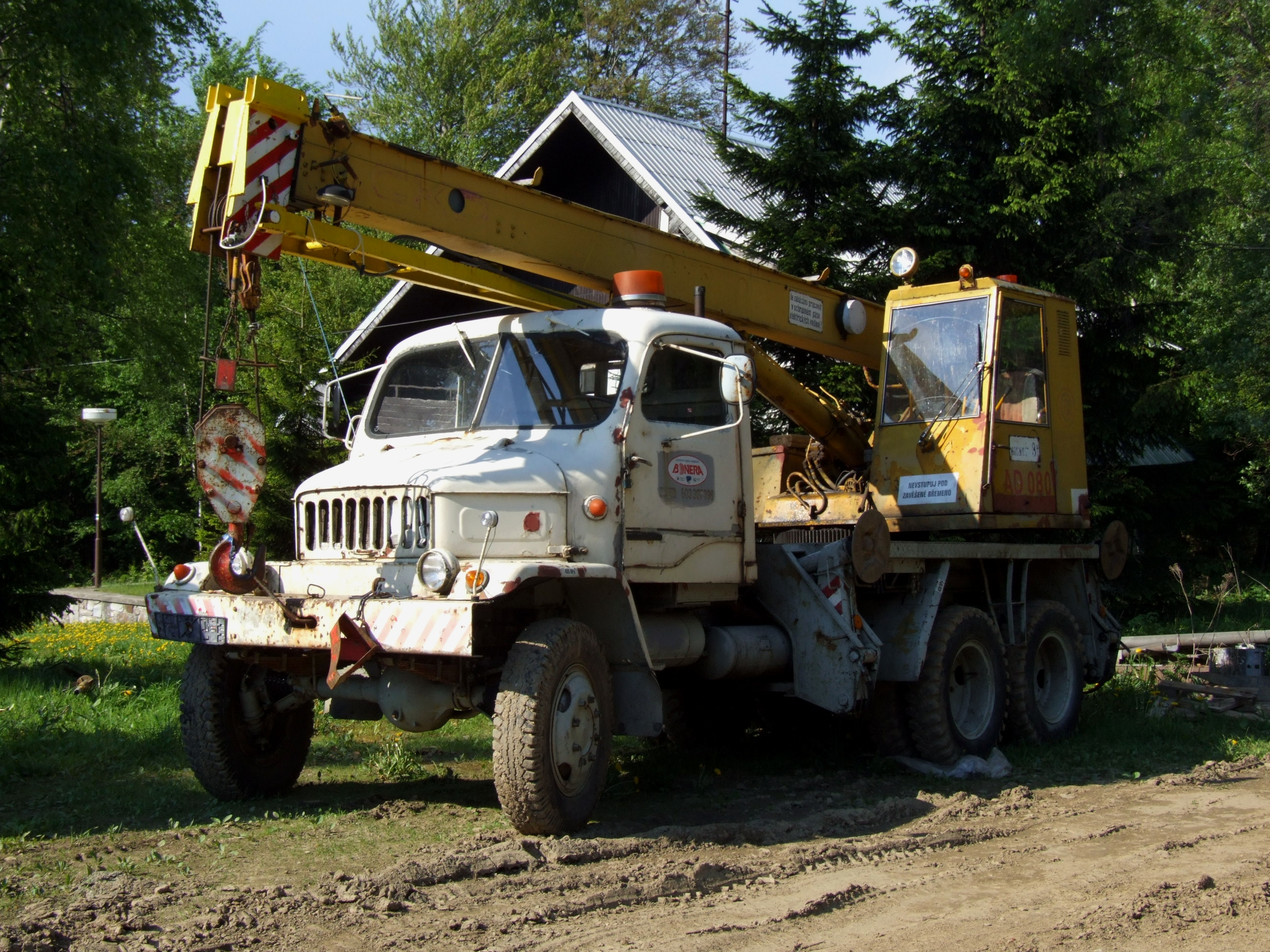
Praga V3S - dźwig

Praga V3S − model czechosłowackiej ciężarówki wielozadaniowej produkcji zakładów Auto-Praga Hostivař.

## Historia
Samochód powstał jako wersja rozwojowa projektu V3T zakładów Škoda. Pojazd miał służyć jako wielozadaniowa ciężarówka do zastosowań wojskowych i cywilnych. Produkcję tego prototypu planowano ulokować w Koprzywnicy kosztem skreślenia z programu firmy samochodów osobowych (w tym uskutecznionej przeprowadzki montażu Tatraplanu do Mladá Boleslav), dokonanego przeniesienia produkcji kolejowych wagonów do pobliskiej Studénki, a nawet zamierzonego wstrzymania budowy ciężarowej Tatry 111. Prototyp V3T (powstały w Škodzie) przekazany do testów Tatrze traktowany był w Koprzywnicy z niechęcią, wnikliwymi badaniami i drobnymi atakami sabotażu. W związku z tym w Koprzywnicy na własną rękę rozpoczęto budowę własnego prototypu wykorzystującego możliwie dużą część podzespołów z Tatry 111. Po 72 dniach prac powstała próbna dwuosiowa Tatra 128, która w testach porównawczych rozgramiała zarówno prototyp Škody V3T, jak i ZIS-a 150.
Do roku 1953 trwały prace nad ostatecznym produktem, jakim była ciężarówka Praga V3S. Wersja Praga S5T (S - silniční (drogowa), 5T - masa użytkowa 5 ton) powstała trzy lata później. Samochód produkowano do lat 80. XX wieku.

## Zalety i wady
Zalety:
- Pokonywanie bardzo stromych wzniesień
- Bardzo wysoka niezawodność i wytrzymałość konstrukcji
- Sprawdzała się idealnie w każdych warunkach
- Prosta i niezawodna konstrukcja silnika

Wady:
- Stosunkowo duże zużycie oleju
- Hałas we wnętrzu pojazdu
- Ciężko działający układ kierowniczy
- Niska prędkość maksymalna (ok. 60-70 km/h)

## W polskich muzeach
Muzeum Techniki Militarnej w Tarnowskich Górach